# Callionymus carebares
Callionymus carebares, tên thông thường là cá đàn lia nước sâu Ấn Độ, là một loài cá biển thuộc chi Callionymus trong họ Cá đàn lia. Loài này được mô tả lần đầu tiên vào năm 1890.

## Phân bố và môi trường sống
C. carebares có phạm vi phân bố ở Tây Ấn Độ Dương. Loài này được biết đến tại vịnh Aden, vịnh Oman, và từ vịnh Ba Tư men dọc theo bờ biển Ấn Độ. C. carebares sống trên đáy cát, được tìm thấy ở độ sâu khoảng từ 135 đến 330 m.

## Mô tả
Chiều dài tối đa được ghi nhận ở C. carebares là khoảng 18 cm. C. carebares là loài dị hình giới tính. Màu sắc của các mẫu tiêu bản (cá đực và cá mái) được bảo quản trong rượu: Đầu và thân có màu nâu xám hoặc xám sẫm; bụng trắng. Đường bên kéo dài từ mắt đến cuối tia vây đuôi thứ 4. Vây đuôi bo tròn hoặc hơi nhọn. Vây lưng thứ nhất có một đốm đen lớn trên màng vây thứ 3 ở cá mái; cá đực không có điểm này. Vây lưng thứ hai sẫm đen ở khu vực gần rìa, đặc biệt là ở cá đực. Gai vây lưng thứ nhất dài nhất, ngang bằng hoặc dài hơn một ít so với các tia vây lưng thứ nhất và thứ hai. Vây hậu môn có dải viền đen ở cả hai giới. Rìa dưới của vây đuôi có dải màu đen.
Số gai ở vây lưng: 4; Số tia vây mềm ở vây lưng: 9; Số gai ở vây hậu môn: 0; Số tia vây mềm ở vây hậu môn: 9; Số tia vây mềm ở vây ngực: 19 - 23; Số gai ở vây bụng: 1; Số tia vây mềm ở vây bụng: 5.
Thức ăn của C. carebares là các loài động vật không xương sống nhỏ.